# Gaël Horellou
Gaël Horellou est un saxophoniste, de jazz français né en 1975 à Caen.

## Biographie
De 1994 à 1997, il est membre du Collectif MU.
En 1997, Gaël Horellou co-fonde avec Philippe Garcia, le groupe Cosmik Connection, projet électro-jazz.
Son album Identité réalisé avec des musiciens de l'île de La Réunion.
Il poursuit son exploration réunionnaise en enregistrant en 2018 à Léspas culturel Leconte de Lisle l'album Tous les peuples (2019, Brealkz). Le septet est composé de Gaël Horellou, Florent Gac, et les Réunionnais Nicolas Beaulieu à la guitare, Vincent Philéas, Vincent Aly Béril, Émilie Maillot aux percussions et chants, Frédo Ilata aux congas. Y participent aussi Maxence Emprin au saxophone-ténor, Teddy Doris au trombone et Pascal Bret au chant.

## Discographie
- 2024 : Dalonaz in Dub[7] (2 titres remixés par Aku Fen (Julien Oresta) du groupe High Tone) chez Breakz-DTC Records[8]
- 2022 : Dalonaz[9] chez Breakz-DTC Records[10]
- 2019 : Tous les peuples[11] chez Breakz-DTC Records[10]
- 2018 : Coup de vent
- 2017 : Identité[12] chez Breakz[13]
- 2016 : Moral de fer[14]
- 2016 : Nasty Factorz : Nasty Factorz
- 2016 : Nasty Factorz : EP Mash Up!
- 2015 : Synthesis[15]
- 2014 : Roy[16]
- 2014 : Brooklyn
- 2014 : Legacy[17]
- 2013 : Time after time
- 2012 : Plo[18]
- 2012 : Live![19]
- 2010 : Travels[20]
- 2010 : Segment[21]
- 2010 : Cosmik Connection : Atomik !
- 2009 : Pour la Terre[22]
- 2008 : Live 2008[23]
- 2007 : NHX - II
- 2006 : Cosmik Connection : Grand Panache !
- 2006 : Explorations[24]
- 2005 : Dual Snake 02
- 2004 : Organics
- 2003 : Stories
- 2002 : NHX - Live
- 1999 : Cosmik Connection : Electrojazz4tet
- 1995 : Collectif Mu : Live au Crescent